# Palazzo Ducale (Urbino)

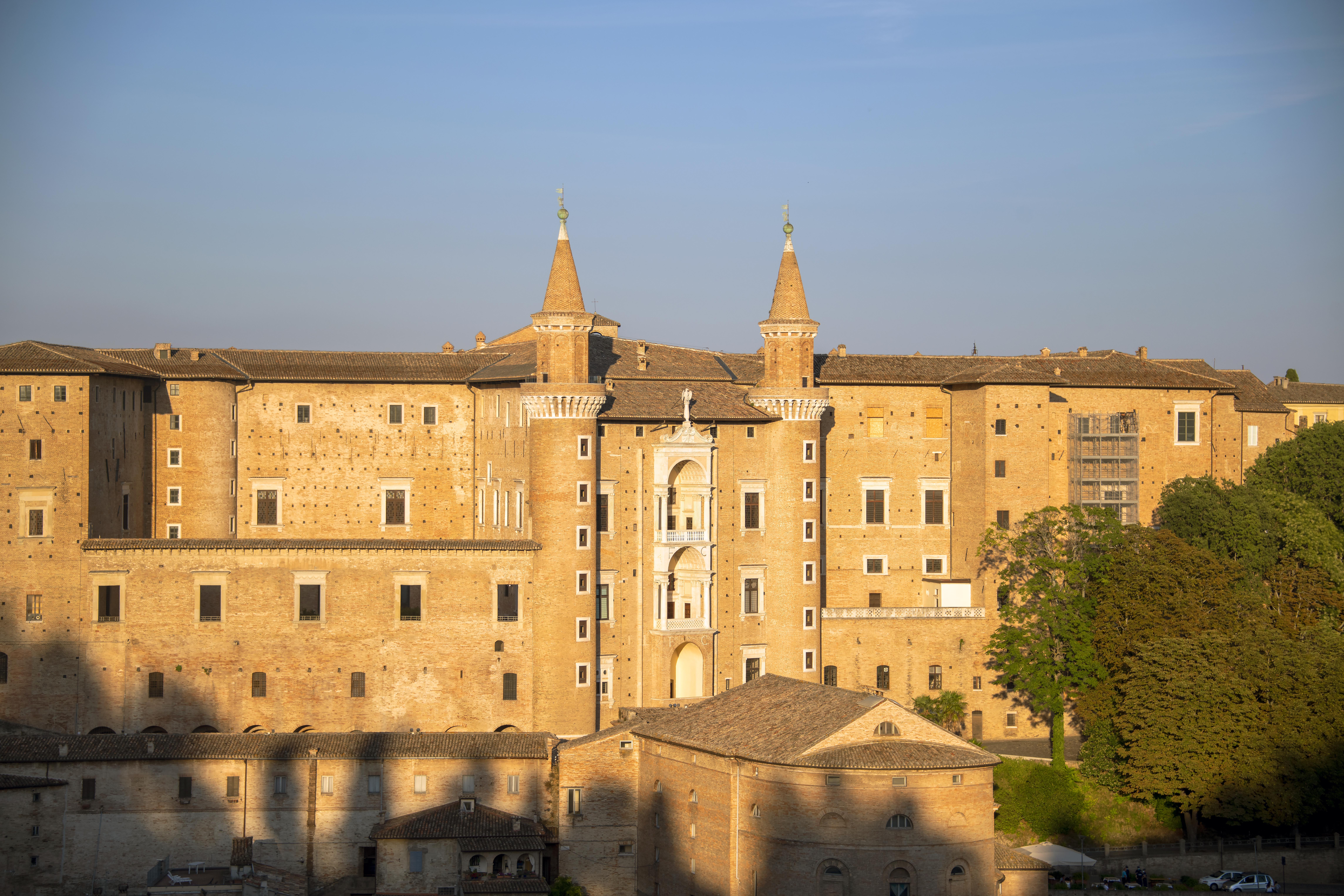
Palazzo Ducale

Der Palazzo Ducale ist ein im Wesentlichen im Auftrag von Graf Federico da Montefeltro zwischen 1463 und 1472 errichteter Herzogspalast der Renaissance in der italienischen Stadt Urbino in der Region Marken. Er zählt heute zum Weltkulturerbe der UNESCO.

## Baugeschichte

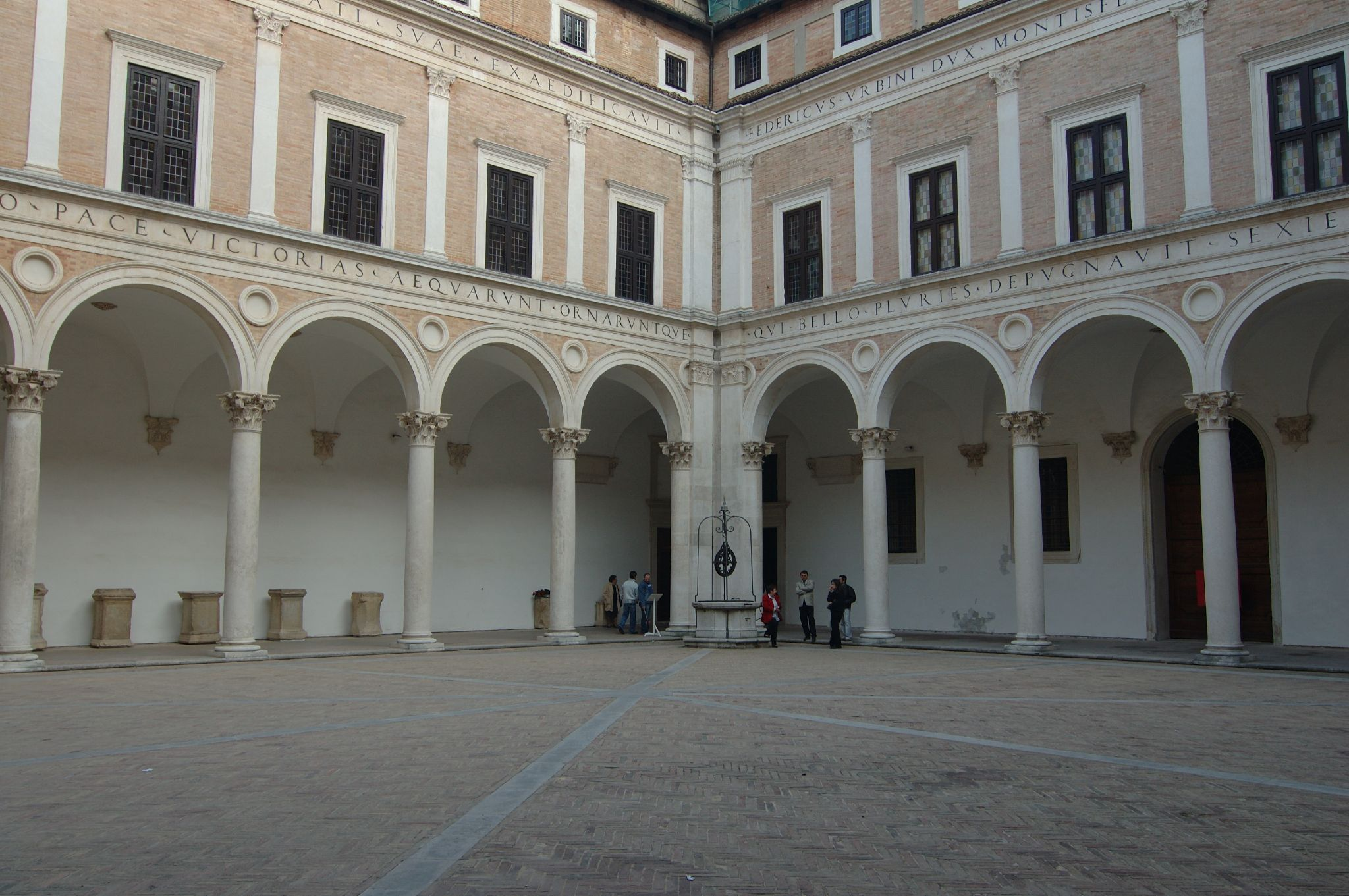
Der Arkadenhof (um 1468)

Der Bau des heutigen Palastes knüpft an einen älteren Palast der Grafen von Urbino im Bereich des heutigen Nordflügels an, dessen Mauern weiterverwendet wurden. Dieser ältere Palast stammte vermutlich aus dem späten 14. Jahrhundert.
Der Umbau unter Graf Federico da Montefeltro begann 1454 mit einem Flügel auf der Ostseite, dem sogenannten Palazetto della Jole. Der Flügel umfasste im Erdgeschoss fünf Räume und im Obergeschoss ein herrschaftliches Appartement aus drei Räumen. Die Arbeiten wurden bis etwa 1460 fortgeführt. Die Wohnung des Grafen befand sich zu dieser Zeit weiterhin am Westende des alten Nordflügels.
Erst 1463 konnten weitere Trakte in Angriff genommen werden. Bis 1465 entstanden die Räume auf der Süd- und Westseite des großen Innenhofes, der damals noch nicht die berühmte Arkadenstellung besaß.
1466 gelang es dem Grafen, den Architekten Luciano Laurana als Baumeister zu gewinnen. Dieser stammte ursprünglich aus Dalmatien und hatte vermutlich vorher in Mantua am Hof der Este gearbeitet und die antikisierende Architektur Brunelleschis in Florenz kennengelernt. Laurana entwarf die Säulenarkaden des rechteckigen Innenhofes und die Westfassade mit den beiden Rundtürmen und der dazwischen liegenden Loggia. Beim Weggang Lauranas 1472 war der Rohbau des Palastes weitgehend vollendet; es fehlten aber noch viele Details des Innenausbaus. Im Zuge des Umbaus ist auch das heute zu erlebende neue Appartement Graf Federicos entstanden. Es lag zwar an der ähnlichen Stelle wie zuvor, besaß aber zusätzliche kleine Räume hinter der Turmfassade, unter anderem das berühmte Studiolo. 

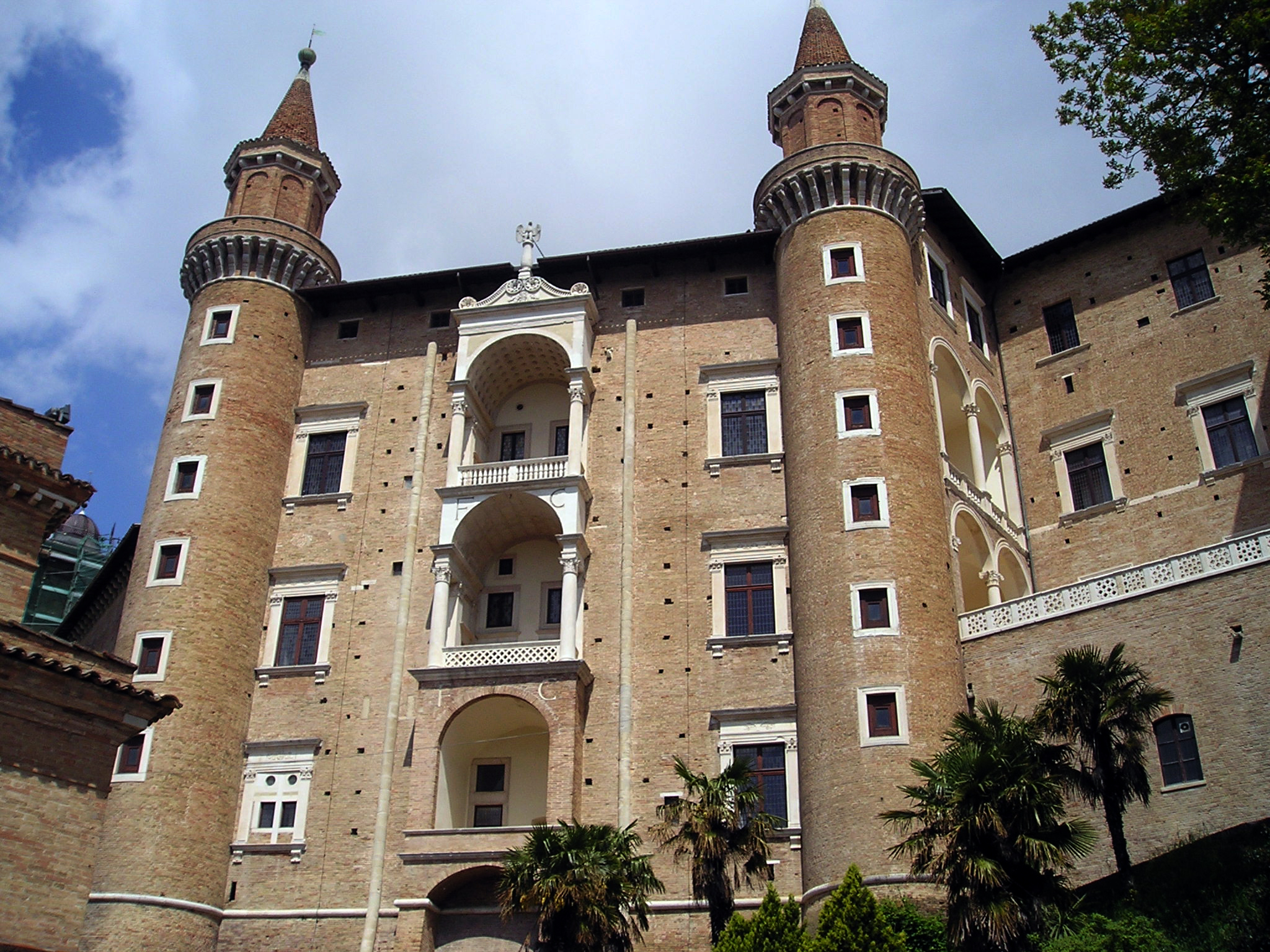
Turmfassade im Westen, etwa 1468

Nach dem Weggang Lauranas wurden vermutlich ab 1476 die Arbeiten von Francesco di Giorgio Martini geleitet, der vor allem für den Innenausbau der herzoglichen Wohngemächer verantwortlich war. Die Portale und Fenstergewände wurden vom Mailänder Ambrogio Barocci ausgeführt, der außerdem die Innenräume schmückte. In den hohen, vollständig stuckierten Räumen stechen die reich verzierten Türeingänge, Kamine und Friese von Barocci, Domenico Rosselli und ihren Werkstätten hervor. Nach dem Tod des Herzogs Federico (1482) blieb der Bau teilweise unvollendet. Der zweite Stock wurde in der ersten Hälfte des folgenden Jahrhunderts von Girolamo Genga hinzugefügt und ersetzte einen Zinnenkranz.
Der Palast blieb bis ins 20. Jahrhundert Regierungsgebäude, beherbergte kommunale Archive und Behörden sowie die öffentlichen Sammlungen antiker Inschriften und Skulpturen: Die Galleria Nazionale delle Marche (siehe unten). 1985 abgeschlossene Restaurierungen haben auch die umfangreichen unterirdischen Räumlichkeiten der Öffentlichkeit zugänglich gemacht.
Der Palazzo ist auch berühmt als Schauplatz der fiktiven Gespräche über das Hofleben, die Baldassare Castiglione in seinem Werk Il Cortegiano (1507) in der Halle der Nachtwachen ansiedelte.

## Besondere Räumlichkeiten
Der Herzogspalast enthält einige Räume, die Federicos Hinwendung zu klassischen und humanistischen Studien widerspiegeln und in seinem Tagesablauf üblicherweise genutzt wurden, etwa der Besuch des Lararium und die Lektüre griechischer Literatur. Diese gelehrten und ausdrücklich vorchristlichen Aspekte wären für einen mittelalterlichen Palast untypisch gewesen.

### DasStudiolo
Ein Hauptbestandteil dieses Konzepts ist das Studiolo (ein kleiner Studien- oder Andachtsraum), nur 3,60 m × 3,35 m groß, mit Blickrichtung weg von Urbino und hinaus über die ländlichen Güter. Es wurde noch unter Laurana um 1472 konzipiert und um 1476 in der Ausstattung vollendet. Seine schön ausgeführten Intarsien, die den Betrachter mit Trompe-l’œil-Borden, -Bänken und halb-offenen Gitterwerktüren umgeben, hinter denen symbolische Gegenstände die Freien Künste repräsentieren, stellt das berühmteste Beispiel Italiens in dieser Kunst dar. Die Bänke tragen Musikinstrumente, und die Borde zeigen Darstellungen von Büchern und Noten, wissenschaftlichen Instrumenten (mit einem Astrolabium und einer Armillarsphäre), Studienmöbeln (mit Schreibtisch und Stundenglas), Waffen und Rüstung, und verschiedenen anderen Gegenständen (z. B. Papageien im Käfig und ein Mazzocchio).
Das Studiolo zeigt darüber hinaus Idealbildnisse verschiedener historischer und zeitgenössischer Personen. Auf den Intarsientafeln engrammiert sind Statuen Federicos – in Scholarenkleidung – und von Glaube, Liebe, Hoffnung. Darüber eine Reihe Porträts großer Autoren (heute zum Teil als Kopien), gemalt von Joos van Wassenhove (mit Überarbeitungen durch Pedro Berruguete):
| Nordwand       | Nordwand        | Nordwand              | Nordwand   |
| -------------- | --------------- | --------------------- | ---------- |
| Plato          | Aristoteles     | Ptolemäus             | Boethius   |
| Hl. Gregor     | Hieronymus      | Ambrosius von Mailand | Augustinus |
| Westwand       | Westwand        | Ostwand               | Ostwand    |
| Pietro d’Abano | Petrarca        | Moses                 | Cicero     |
| Hippokrates    | Dante           | Salomo                | Seneca     |
| Fenster        | Fenster         | Thomas von Aquin      | Homer      |
| Fenster        | Fenster         | Duns Scotus           | Vergil     |
| Südwand        |                 |                       |            |
| Sixtus IV.     | Albertus Magnus | Bessarion             | Pius II.   |
| Bartolus       | Solon           | Vittorino da Feltre   | Euklid     |

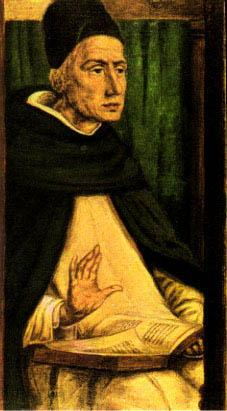
Joos van Wassenhove: Albertus Magnus, um 1475, Studiolo

Die obere Reihe (im Diagramm außen) zeigt klassische und humanistische Autoren, im Gegensatz zu den religiösen Autoren (vereinfacht ausgedrückt) der unteren Reihe (innen).

### Zwillingskapellen: Kapelle der Vergebung und Musentempel
Treppab befinden sich die Zwillingskapellen, eine christliche und eine heidnische. Der Eingangsraum hebt ihren Zusammenhang mit dieser Inschrift, einem elegischen Couplet, hervor:
| Bina vides parvo discrimine iuncta sacella: altera pars musis, altera sacra deo est. | Zweifach siehst Du die heiligen Räume, verbunden durch eine kleine Unterteilung: ein Teil ist den Musen, der andere Gott geweiht. |

Der Musentempel, womöglich das persönliche Studiolo von Federicos Sohn Guidobaldo, zeigte ursprünglich die Musen als „besonnene Musiker“, vielleicht eine Arbeit von Giovanni Santi.

## Galleria Nazionale delle Marche

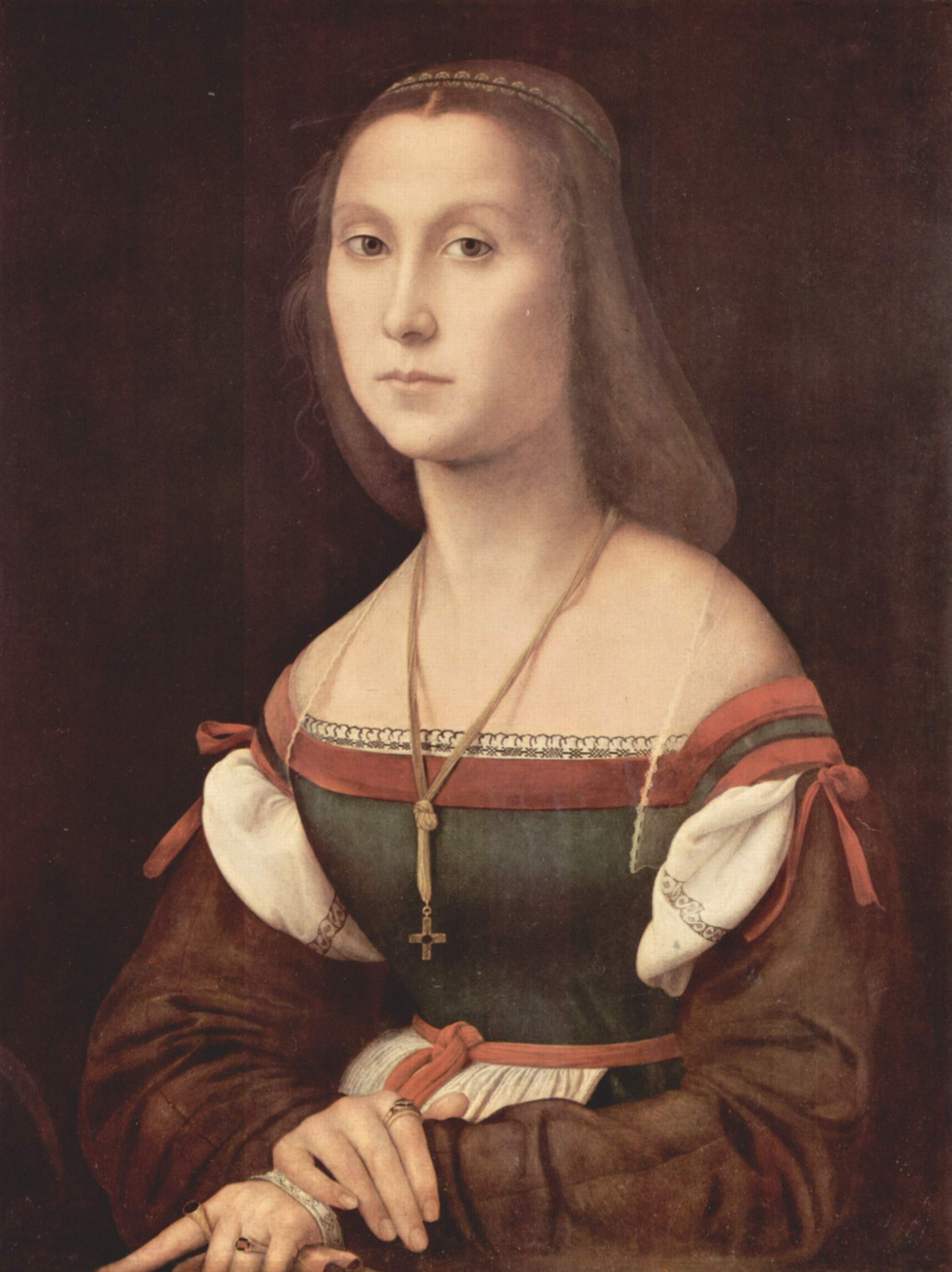
Portrait einer jungen Frau (bekannt als La Muta), Raffael, 1507–1508, Galleria Nazionale delle Marche

Die Galleria Nazionale delle Marche (Nationalgalerie), die der Palast beherbergt, ist eine der bedeutendsten Kunstsammlungen der Renaissance weltweit. Zu den Beständen gehören unter anderem Majolika, Tapisserien und eine Gemäldesammlung. Diese beheimatet Werke von Raffael, Joos van Wassenhove (ein Abendmahl mit Porträts der Montefeltro-Familie und Hofstaat), Melozzo da Forlì, Piero della Francesca (mit der berühmten Geißelung Christi), Paolo Uccello, Timoteo della Vite, Pedro Berruguete, Tizian (die Auferstehung), Federico Barocci, Orazio Gentileschi, Guido Reni, Battistello Caracciolo, Mattia Preti, Sassoferrato und weiterer Künstler des 15. bis 17. Jahrhunderts. 2015 wurde Peter Aufreiter Direktor der Galleria Nazionale delle Marche.